# Dick's Picks Volume 24
Dick's Picks Volume 24 es el vigesimocuarto álbum en vivo de Dick's Picks, serie  de lanzamientos en vivo de la banda estadounidense Grateful Dead. Fue grabado el 23 de marzo de 1974 en el Cow Palace, en Daly City, California.

## Caveat emptor
Cada volumen de Dick's Picks tiene su propia etiqueta “caveat emptor”, que informa al oyente sobre la calidad del sonido de la grabación. La etiqueta del volumen 24 dice:
“Dick's Picks Vol. 24 se masterizó a partir de las cintas originales de fuente analógica de 2 pistas grabadas a 7½ ips. Quedan algunas anomalías sónicas menores, pero se ha hecho todo lo humana y mecánicamente posible para que esta grabación sea lo mejor posible. Disfrútalo.”

## Recepción de la crítica
Skip Heller de All About Jazz mencionó: “Este conjunto, del Cow Palace de Daly City, CA en 1974, captura a la banda durante un período particularmente fértil”. En Glide Magazine, Doug Collette lo describió como un “testimonio de un alto nivel de inspiración en la forma de tocar de la banda, sin duda elevado aún más ya que se lleva a cabo en el territorio del grupo en San Francisco. Aún más notable, este concierto representa el primer uso del sagrado ‘Wall of Sound’ en su totalidad”.
John Metzger, crítico de The Music Box, lo catalogó como un “gran espectáculo”, añadiendo: “Desde el principio hasta el final, la banda estuvo en la mejor forma, explorando completamente cada selección con una curiosidad asombrosa, una hazaña que fue notable incluso para los estándares de 1974”. En una reseña para AllMusic, Lindsay Planer declaró: “Aunque algunos de los Deadheads más exigentes pueden optar por descartar este lanzamiento sin darse cuenta debido a su naturaleza destilada [..], los entusiastas más exigentes escucharán que el flujo de los dos conjuntos muy distintos solo se mejoró al volver a esculpir los procedimientos y recortando los excesos ocasionales”.

## Lista de canciones
Todas las canciones escritas y compuestas por Jerry Garcia y Robert Hunter, excepto donde esta anotado. 
| Disco uno |                            |                                     |          |  |
| N.º       | Título                     | Escritor(es)                        | Duración |  |
| 1.        | «U.S. Blues»               |                                     | 6:17     |  |
| 2.        | «Promised Land»            | Chuck Berry                         | 4:05     |  |
| 3.        | «Brown-Eyed Women»         |                                     | 5:27     |  |
| 4.        | «Black-Throated Wind»      | John Perry Barlow Bob Weir          | 7:05     |  |
| 5.        | «Scarlet Begonias»         |                                     | 7:14     |  |
| 6.        | «Beat It On Down the Line» | Jesse Fuller                        | 3:47     |  |
| 7.        | «Deal»                     |                                     | 5:30     |  |
| 8.        | «Cassidy»                  | Barlow Weir                         | 4:09     |  |
| 9.        | «China Cat Sunflower»      |                                     | 8:41     |  |
| 10.       | «I Know You Rider»         | tradicional, arr. por Grateful Dead | 6:02     |  |
| 11.       | «Weather Report Suite»     | Eric Andersen Barlow Weir           | 15:36    |  |

| Disco dos |                       |                         |          |  |
| N.º       | Título                | Escritor(es)            | Duración |  |
| 1.        | «Playing in the Band» | Mickey Hart Hunter Weir | 14:11    |  |
| 2.        | «Uncle John's Band»   |                         | 9:17     |  |
| 3.        | «Morning Dew»         | Bonnie Dobson Tim Rose  | 12:31    |  |
| 4.        | «Uncle John's Band»   |                         | 6:28     |  |
| 5.        | «Playing in the Band» |                         | 4:11     |  |
| 6.        | «Big River»           | Johnny Cash             | 5:54     |  |
| 7.        | «Bertha»              |                         | 6:36     |  |
| 8.        | «Wharf Rat»           |                         | 9:29     |  |
| 9.        | «Sugar Magnolia»      | Hunter Weir             | 8:58     |  |

## Créditos y personal
Créditos adaptados desde el folleto que acompaña al CD.
Grateful Dead
- Jerry Garcia – voz principal y coros, guitarra líder
- Donna Jean Godchaux – coros
- Keith Godchaux – piano
- Bill Kreutzmann – batería
- Phil Lesh – bajo eléctrico, coros
- Bob Weir – guitarra rítmica, coros

Personal técnico
- Bill Candelario – grabación
- Dick Latvala, David Lemieux – archivista
- Jeffrey Norman – masterización
- Eileen Law/Grateful Dead Archives – investigadora de archivo
- Owsley Stanley – notas de álbum

Diseño
- Tina Carpenter – ilustración, diseño de portada
- Brad Perks, Kim Steele, Jeremy Woodhouse – fotografía de portada
- Mary Ann Mayer – fotografía de Wall of Sound
- Robert Minkin – diseño de portada